# Supplementum Plantarum Succulentarum
Supplementum Plantarum Succulentarum (abreviado Suppl. Pl. Succ.) es un libro ilustrado con descripciones botánicas que fue escrito por el botánico, carcinólogo,  y entomólogo inglés Adrian Hardy Haworth. Fue publicado en el año 1819, con el nombre de ''Supplementum Plantarum Succulentarum: Sistens Plantas Novas Vel Nuper Introductas Sive Omissas. Suplemento de: Synopsis Plantarum Succulentarum Cum Observationibus Variis Anglicanis. J. Harding, Londres 1819, (online)